# Ternberg
Ternberg là một đô thị thuộc huyện Steyr-Land thuộc bang Oberösterreich, Áo. Đô thị Ternberg có diện tích 62 km², dân số thời điểm năm 2006 là 3307 người.
Ternberg thuộc vùng Traunviertel. Thị trấn Ternberg nằm ở rìa bắc của dãy núi. Thành phố gần nhất là Steyr với cự ly 13 km.